# Figuig

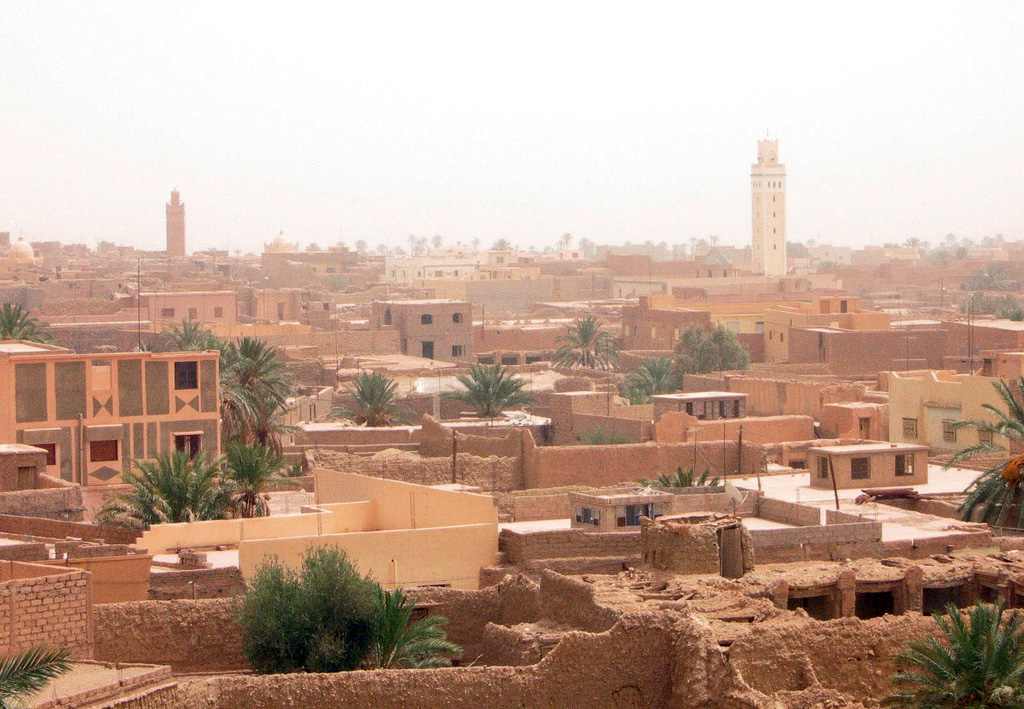
Vy över Figuig.

Figuig är en stad i Marocko och är administrativ huvudort för provinsen Figuig som är en del av regionen Oriental. Folkmängden uppgick till 10 872 invånare vid folkräkningen 2014.